# هيونداي جينيسيس
هيونداي جينيسيس (بالإنجليزية: Hyundai Genesis)‏ هي سيارة فاخرة تم إنتاجها من قبل شركة هيونداي موتورز.
ظهرت هيونداي جينيسيس الجديدة كلياً عام 2014 كطراز 2015 مع طول أكبر من الجيل السابق، وتعتبر هيونداي جينيسيس 2015 سلاح هيونداي السري لمنافسة أفخم الطرازات الأوروبية واليابانية مثل لكزس جي إس، وبي ام دبليو الفئة الخامسة ومرسيدس-بنز الفئة إي، وأودي إيه 6. وتتمتع هيونداي جينيسيس 2015 بنظام الدفع الخلفي، مع إمكانية طلب نظام الدفع الرباعي المتميز HTRAC كمواصفة اختيارية.

## التصميم والمواصفات
تم تصميم الهيكل الخارجي لسيارة هيونداي جينيسيس 2015 بناءً على فلسفة "النحت السائل 2.0"، التي تعتمد على جمالية الخطوط الانسيابية من الخارج، مع التركيز على الشكل الجديد لهيونداي، وتعزيز أجواء الفخامة.
في المقدمة زودت السيارة بأضواء أمامية مزدوجة من نوع HID مع أضواء التفاف من نوع LED ومصابيح للضباب وشبك أمامي سداسي الشكل مطلي بالكروم اللامع، أما من الخلف فتتمتع السيارة بتصميم ديناميكي يشتمل على أضواء LED بتصميم جديد.
ومن الداخل تتمتع هيونداي جينيسيس 2015 بداخلية فخمة مع تزيينات من الجلد والخشب، كما تشتمل داخلية هيونداي جينيسيس على نظام (بلو لنك) الترفيهي المعلوماتي الذي يوفر الدعم لتشكيلة متنوعة من الأجهزة التي يستخدمها السائق، مثل الهواتف الذكية وحتى نظارات (جوجل)، أما الشاشات داخل السيارة فقد تم إنتاجها بالتعاون مع شركة ال جي الكورية مع جودة عالية في الصورة و سرعة في الاستعمال.
وتوفر داخلية هيونداي جينيسيس عزلاً ممتازاً حتى على السرعات العالية، بالإضافة عدد من الأنظمة الإلكترونية مثل نظام التشغيل عن بعد ونظام الإبلاغ عن الاصطدامات والاتصال السريع بارقام الطوارئ و التحكم عن بعد بالتكييف .
بالإضافة الي كل تلك المميزات التكنولوجية المتطورة فان سيارة هيونداي جينيسيس 2015 تمتلك مواصفات الامان القياسية مثل نظام التحكم في تماسك العجلات و نظام الثبات الإلكتروني و نظام توزيع قوى المكابح الكترونيا EBD ونظام مساعدة الكبح، إلى جانب وسائد هوائية (إيرباج) أمامية وجانبية لحماية السائق والركاب.
وستتوفر هيونداي جينيسيس طراز 2015 بـ 6 فئات، هيونداي جينيسيس ستاندر، نص فل الفئة الأولى ( بلاتينيوم ) ، نص فل الفئة الثانية ( بلاتينيوم بلس ) ، و هيونداي جينيسيس فل كامل 2015.
- هيونداي جينيسيس ستاندر 2015 :

محرك V6 (عدد 6 سلندر) سعة 3.8 لتر بقوة 348 حصان و 397 نيوتن/متر من عزم الدوران يستطيع التسارع من صفر إلى 100 كم/س في 6.8 ثانية.
وتتمتع هيونداي جينيسيس 2015 ستاندر بفرش جلدي ومقاعد أمامية قابلة للتحريك بـ12 وضعية ونظام ملاحة متطور مع شاشة قياس 8 إنش وسبع سماعات وراديو AM/FM مع مشغل سي دي ومقابس يو اس بي وتقنية بلوتوث وشاشة LCD إضافية قياس 4.3 وماسحات زجاج مع حساسات للمطر وإطارات قياس 18 إنش.
- هيونداي جينيسيس فل كامل 2015 :

محرك V8 (عدد 8 سلندر) سعة 5 لترات بقوة 430 حصان و 519 نيوتن/متر من عزم الدوران، مع تسارع من صفر إلى 100 كم في الساعة خلال 5.4 ثانية وصولاً إلى سرعة قصوى تبلغ 240 كم/س.
وتضيف هيونداي جينيسيس فل كامل ذات محرك V8 إلى المواصفات السابقة نظاماً صوتياً عالي الجودة من نوع Lexicon مع 17 سماعة وفرش جلدي فاخر ومقاعد أمامية قابلة للتحريك بـ16 وضعية وذاكرة وأضواء HID ومصابيح LED للضباب وكاميرا الرجوع إلى الخلف وحساسات أمامية وخلفية و نظام مكابح الطوارئ ونظام كشف النقطة العمياء ونظام المساعدة على البقاء في المسالر وشاشة LCD قياس 7 إنش وستائر خلفية كهربائية، بالإضافة إلى نظام تثبيت السرعة الذكي وجنوط قياس 19 إنش.
وقد تم تعديل ناقل تروس أوتوماتيكي بثماني سرعات.
كما يتوفر محرك أصغر من نوع V6 سعة 3.3 لتر بقوة 294 حصان ينطلق بالسيارة من صفر إلى 100 في 7.5 ثانية.
الأسعار : تبدأ أسعار هيونداي جينيسيس من 154 ألف ريال سعودي وتصل إلى 250 ألف ريال سعودي حسب الفئة المطلوبة.[بحاجة لمصدر]

## معرض صور

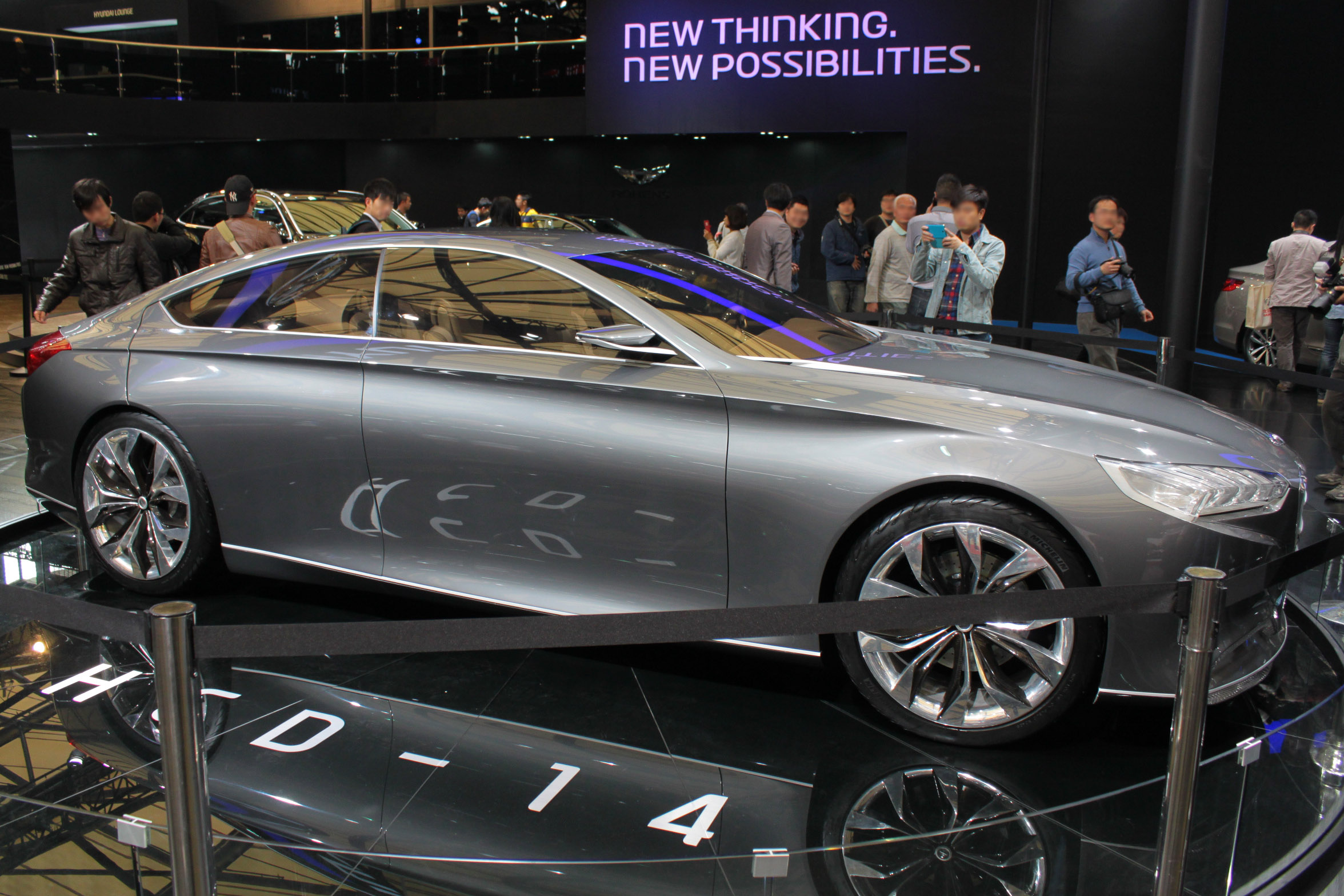
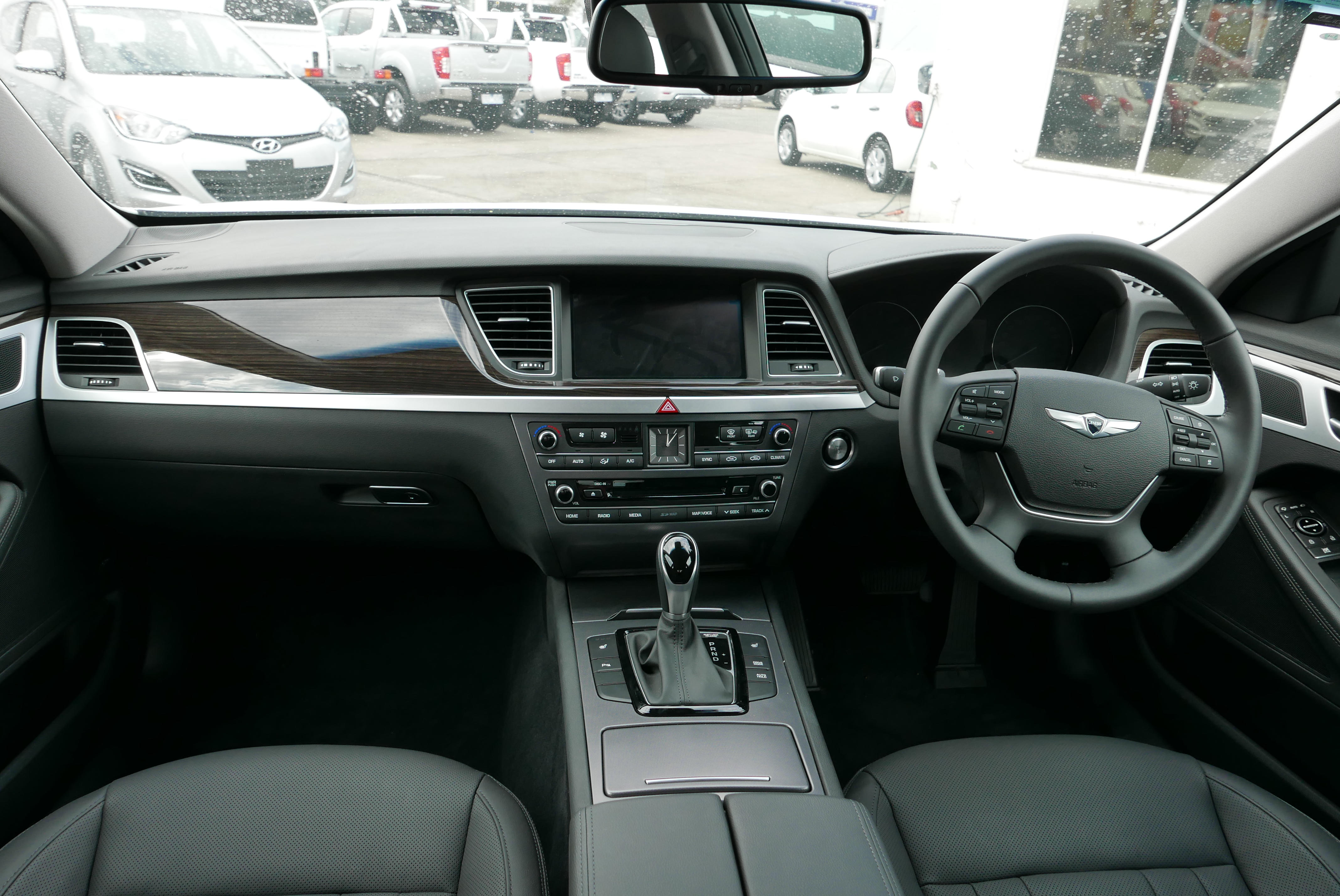
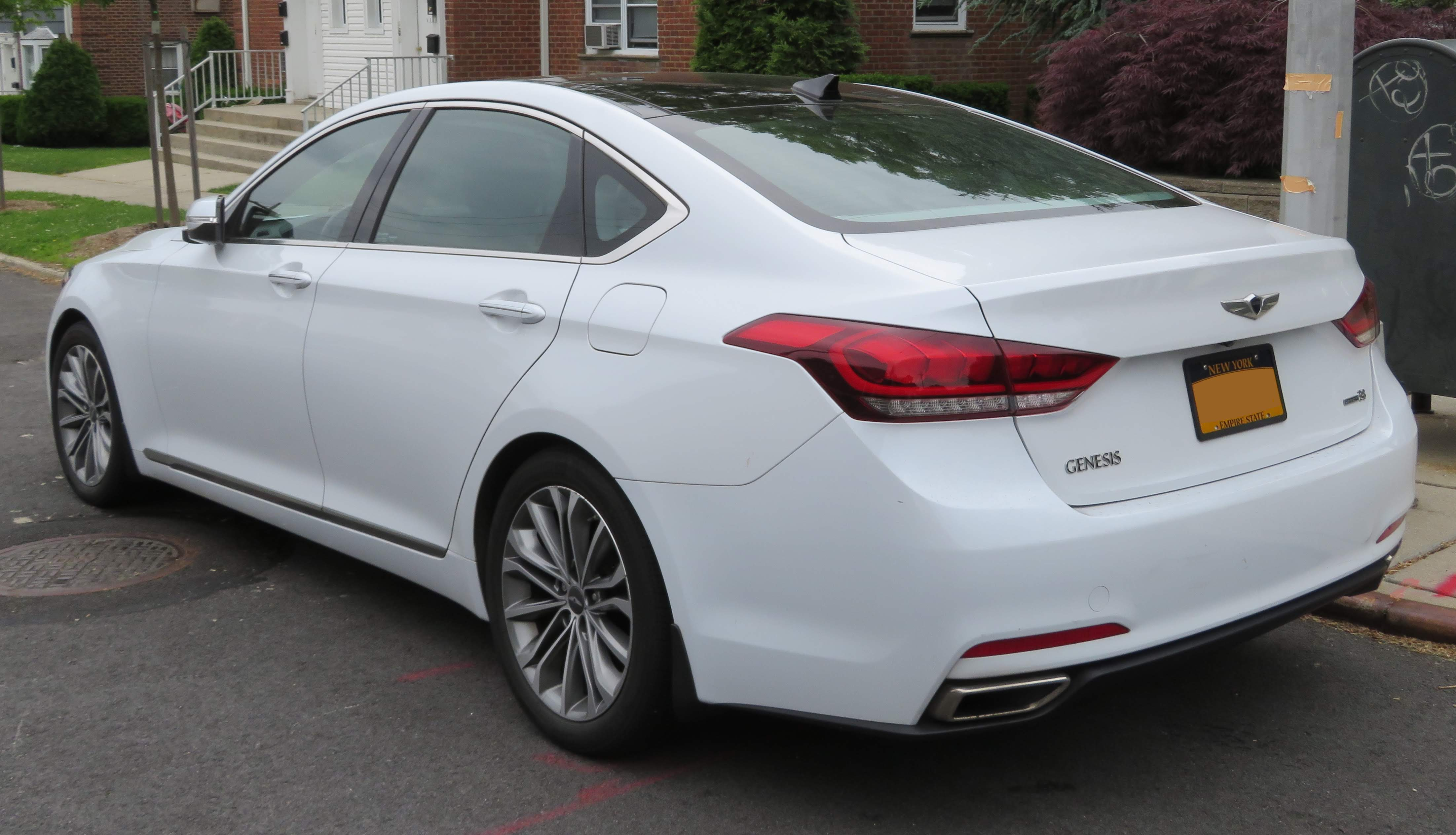